# Đặng Tu Minh
Đặng Tu Minh (tiếng Trung giản thể: 邓修明, bính âm Hán ngữ: Dèng Xiūmíng, sinh tháng 12 năm 1964, người Hán) là chính trị gia nước Cộng hòa Nhân dân Trung Hoa. Ông là Ủy viên dự khuyết Ủy ban Trung ương Đảng Cộng sản Trung Quốc khóa XX, hiện là Phó Bí thư chuyên chức Tỉnh ủy, Bí thư Ủy ban Chính Pháp Tỉnh ủy Giang Tô. Ông từng là Thường vụ Thành ủy, Bí thư Ủy ban Kiểm Kỷ Thành ủy Thiên Tân; Bí thư Ủy ban Kiểm Kỷ Ủy ban Công tác Cơ quan Quốc gia Trung ương.
Đặng Tu Minh là đảng viên Đảng Cộng sản Trung Quốc, học vị Tiến sĩ Luật học. Ông có hơn 20 năm công tác trong ngành tư pháp, đa phần sự nghiệp chuyên về lĩnh vực giám sát, kiểm tra và kỷ luật.

## Xuất thân và giáo dục
Đặng Tu Minh sinh vào tháng 12 năm 1964 ở huyện Bồng Khê thuộc địa cấp thị Toại Ninh, tỉnh Tứ Xuyên, Cộng hòa Nhân dân Trung Hoa. Ông lớn lên và tốt nghiệp cao trung ở Bồng Khê, đến tháng 7 năm 1985 thì theo học hệ ngoại ngữ của Học viện Giáo dục Tứ Xuyên – nay là Học viện Sư phạm Thành Đô, tốt nghiệp cử nhân Anh ngữ vào tháng 7 năm 1987. Sau khi học xong chương trình Anh ngữ, ông thi đỗ chương trình nghiên cứu sinh toàn thời gian của Học viện Chính Pháp Tây Nam – nay là Đại học Chính Pháp Tây Nam, học hệ pháp luật và nhận bằng Thạc sĩ Luật Hình sự vào tháng 7 năm 1990. Những năm 2000, ông tham gia nhiều chương trình đào tạo, trong đó, từ tháng 9 năm 2002, ông là nghiên cứu sinh pháp luật lĩnh vực tố tụng luật học ở Đại học Tứ Xuyên; tham gia chương trình bồi dưỡng ở trung tâm nước ngoài của trường Tứ Xuyên từ tháng 9 năm 2000 đến tháng 1 năm 2001; chương trình bồi dưỡng ngoại ngữ cho cán bộ trung, cao cấp toàn quốc từ tháng 9 năm 2003 đến tháng 1 năm 2004, đến tháng 10 năm 2005 thì trở thành Tiến sĩ Luật học. Đặng Tu Minh được kết nạp Đảng Cộng sản Trung Quốc vào tháng 3 năm 1992, từng tham gia các khóa đào tạo chính trị như tiến tu cán bộ cấp phòng cơ quan Đảng và chính quyền từ tháng 9 năm 1998 đến tháng 1 năm 1999 và bồi dưỡng cán bộ cấp sảnh địa giai đoạn tháng 3–5 năm 2003 của Trường Đảng Tứ Xuyên; và khóa bồi dưỡng cán bộ trung, thanh niên thứ 28 giai đoạn tháng 3–7 năm 2010 tại Trường Đảng Trung ương Đảng Cộng sản Trung Quốc.

## Sự nghiệp

### Tứ Xuyên
Tháng 7 năm 1981, sau khi hoàn thành chương trình cao trung, Đặng Tu Minh được nhận vào làm giáo viên Trung học Xích Thành của huyện Bồng Khê quê mình khi 16 tuổi. Dạy ở đây 4 năm thì ông học tiếng Anh, học thạc sĩ luật, sau đó vào tháng 7 năm 1990 thì được phân công vào Pháp viện Nhân dân cấp cao Tứ Xuyên để công tác với vị trí Thư ký viên, Trợ lý Thẩm phán. Sang tháng 10 năm 1994, ông được điều sang đơn vị công lập là Đại học Pháp luật cán bộ nghiệp dư của Pháp viện Nhân dân Tối cao làm Phó Chủ nhiệm Văn phòng chi nhánh Tứ Xuyên của trường, đồng thời được bổ nhiệm làm Thẩm phán. Vào tháng 9 năm 1996, ông được điều tới Ủy ban Chính Pháp Tỉnh ủy Tứ Xuyên, làm Thư ký cấp phó phòng, Phó Chủ nhiệm Phòng nghiên cứu của ủy ban này, nâng ngạch cấp chính phòng từ tháng 11 năm 1997. Tháng 11 năm 2001, Đặng Tu Minh được bổ nhiệm làm Đình trưởng Đình thứ nhất thẩm phán hình sự, sau đó thăng chức làm Phó Viện trưởng Pháp viện Nhân dân cấp cao Tứ Xuyên, Thành viên Đảng ủy tòa từ tháng 1 năm 2002. Ông giữ vị trí này xuyên suốt gần 10 năm 2002–11, cũng là Phó Bí thư Đảng tổ tòa từ tháng 5 năm 2009. Tháng 12 năm 2011, ông được điều về thủ phủ Thành Đô, phân công làm Phó Bí thư Thành ủy, Bí thư Ủy ban Kiểm tra Kỷ luật Thành ủy.

### Cấp cao
Đến tháng 2 năm 2016, Đặng Tu Minh được điều lên trung ương, nhậm chức Ủy viên Ủy ban Công tác Cơ quan Quốc gia Trung ương, Bí thư Ủy ban Công tác Kiểm Kỷ của Ủy ban này, cấp phó tỉnh, bộ. Vào tháng 12 năm 2016, Đặng Tu Minh được điều về Thiên Tân, chỉ định vào Ủy ban Thường vụ Thành ủy, nhậm chức Bí thư Ủy ban Kiểm Kỷ Thành ủy Thiên Tân, đồng thời cũng là Chủ nhiệm Ủy ban Giám sát Thiên Tân từ đầu năm 2018. Thời kỳ này, ông dự Đại hội Đảng Cộng sản Trung Quốc lần thứ XIX, được bầu là Ủy viên Ủy ban Kiểm tra Kỷ luật Trung ương khóa XIX; bên cạnh đó cũng ứng cử và trúng cử là đại biểu của Đại hội Đại biểu Nhân dân toàn quốc khóa XIII nhiệm kỳ 2018–23. Đến tháng 11 năm 2021, ông được điều tiếp tới Giang Tô, vào Ủy ban Thường vụ Tỉnh ủy, nhậm chức Bí thư Ủy ban Chính Pháp Tỉnh ủy Giang Tô. Đến ngày 20 tháng 7, tại kỳ họp toàn thể của Tỉnh ủy, ông được bầu làm Phó Bí thư chuyên chức, kiêm Bí thư Ủy ban Chính Pháp, đồng thời cũng là đại biểu của đoàn Giang Tô dự Đại hội Đảng Cộng sản Trung Quốc lần thứ XX. Trong quá trình bầu cử tại đại hội, ông được bầu là Ủy viên dự khuyết Ủy ban Trung ương Đảng Cộng sản Trung Quốc khóa XX.